# Archidiecezja Niamey
Archidiecezja Niamey (łac.: Archidioecesis Niameyensis) – rzymskokatolicka archidiecezja w Nigrze.
Siedziba arcybiskupa znajduje się przy Katedrze NMP Nieustającej Pomocy w Niamey.

## Historia
- Diecezja Niamey powstała 21 marca 1961; 25 czerwca 2007 została podniesiona do rangi archidiecezji.

## Biskupi
- ordynariusz: Djalwana Laurent Lompo
- biskup senior: Michel Cartatéguy SMA

## Podział administracyjny
W skład archidiecezji Konakry wchodzą 33 parafie

## Główne świątynie
- Katedra: Katedra NMP Nieustającej Pomocy w Niamey